# Medalla Filmoteca UNAM
La medalla Filmoteca UNAM es un premio que otorga la Filmoteca de la Universidad Nacional Autónoma de México a quienes con sus actividades, trayectoria y análisis contribuyen a enriquecer el patrimonio fílmico.

## Historia
La Filmoteca UNAM inició con la entrega del reconocimiento en 1987, el cual consta de una obra artística del escultor Lorenzo Rafael, al frente tiene el escudo de la UNAM y al reverso el logotipo de la Filmoteca. 

La medalla se elabora «con plata pura extraída durante el proceso de revelado desarrollado dentro de los laboratorios de la Filmoteca». Ignacio Rodríguez es el ingeniero químico encargado de realizar el procedimiento de recuperación de la plata.
«No se conocía cómo se recuperaba la plata [explica Rodríguez]. Yo tengo una anécdota muy buena de cuando se fundó Televisa San Ángel: en esos terrenos estaban los estudios y laboratorios San Ángel Inn, y en 1973 los compró Televisa. Empezaron a tirar los químicos, miles de litros de fijador, por las tuberías, que eran de fierro. Entonces se recuperaron más de cien kilos de plata. Ahí empezó todo para mí porque me interesó todo eso, e incluso hice mi tesis de la recuperación de la plata y empecé con la idea de hacer equipos para rescatar todo el metal durante el revelado.»
En 2016 la medalla fue entregada al actor estadounidense Willem Dafoe.

## Ganadores
1987
- Manuel González Casanova
- Francisco Gaytán Fernández
- Manuel Barbachano Ponce
- Alejandro Galindo
- Fernando Zepeda
- Pastor Vega
- Cosme Alves Neto
- Nei Sroulevich
- Julio García Espinosa
- Fernando Curiel Defossé

1988
- Gilberto Martínez Solares
- Juan Orol
- Matilde Landeta
- Marcela Fernández Violante
- Jorge Stahl Jr.
- Antonio Muñoz Ravelo
- Carlos Javier González Morantes
- Rubén Gámez
- Carlos Savage Suárez
- Leonor Álvarez

1989
- Gabriel Figueroa
- Stella Inda
- Isabela Corona
- Rodolfo Landa
- Chano Urueta
- Mario Aguiñaga Ortuño
- Alfredo B. Crevenna
- Archibaldo Burns
- Silvestre Revueltas

1990
- Alicia Huerta
- Gunther Gerzso
- Jorge de la Rosa

1992
- María Félix
- Miguel Contreras Torres

1995
- Fernando de Fuentes
- Patricia Millet

1996
- Frédéric Back
- Miguel Zacarías
- Irma Espinosa García
- Sindicato de trabajadores de la industria cinematográfica

1997
- Pilar Pellicer
- Robert G. Dickson

1999
- Joselito Rodríguez
- Julio Bracho
- Horst J. Dinwallner

2001
- María Elena Marqués

2002
- Silvia Derbez
- Ignacio López Tarso

2003
- Ernesto Gomez Cruz
- Rosa Carmina
- María Luisa Zea

2004
- Felipe Cazals
- Manoel de Oliveira

2005
- María Rojo
- Carmen Montejo
- Oliver Stone
- Raúl Ruiz
- Hastrup Jannik
- Co Hoedeman

2006
- Diana Bracho

2007
- Patricia Reyes Spíndola
- Arthur Penn

2008
- Joaquín Cordero
- Abderrahmane Sissako

2009
- Instituto cubano de arte e industria cinematográficos

2010
- Jorge Fons
- Manuel Ojeda
- Enrique Solórzano
- Terry Gilliam
- Iván Trujillo Bolio
- Festival internacional de cine de Guadalajara

2011
- Carlos Saura
- Volker Schlöndorff

2012
- Daniel Giménez Cacho
- Abbas Kiarostami
- Jorge Ayala Blanco
- María Luisa Amador Romero
- Mike Leigh

2013
- Fernando Luján
- Luis Puenzo
- Centro Universitario de Estudios Cinematográficos (CUEC)

2014
- Juliette Binoche

2015
- Francisco Ohem Ochoa
- Isabelle Huppert

2016
- Willem Dafoe
- Demián Bichir
- José María Prado

2017
- Cineteca Nacional
- Brigitte Broch
- Béla Tarr

2018
- Damián Alcázar
- Óscar Menéndez Zavala
- Paweł Pawlikowski
- Leobardo López Arretche

2019
- José Carlos Ruiz
- James Ivory
- Hermanos Dardenne

2020
- David Lynch

2022
- Edward Lachman
- Adriana Barraza
- Ángela Molina
- Olivia Harrison

2023
- Luis Estrada (director)
- Maribel Verdú
- Jodie Foster

2024
- Mathieu Amalric
- Víctor Erice
- Arturo Ripstein
- Joaquín Cosío
- Academia de las Artes y las Ciencias Cinematográficas de España
- Francis Ford Coppola
- Alexander Payne
- Fabrice Aragno
- Ana Martín
- Carlos Carrera